# Hans-Ludwig-Neumann-Sternwarte

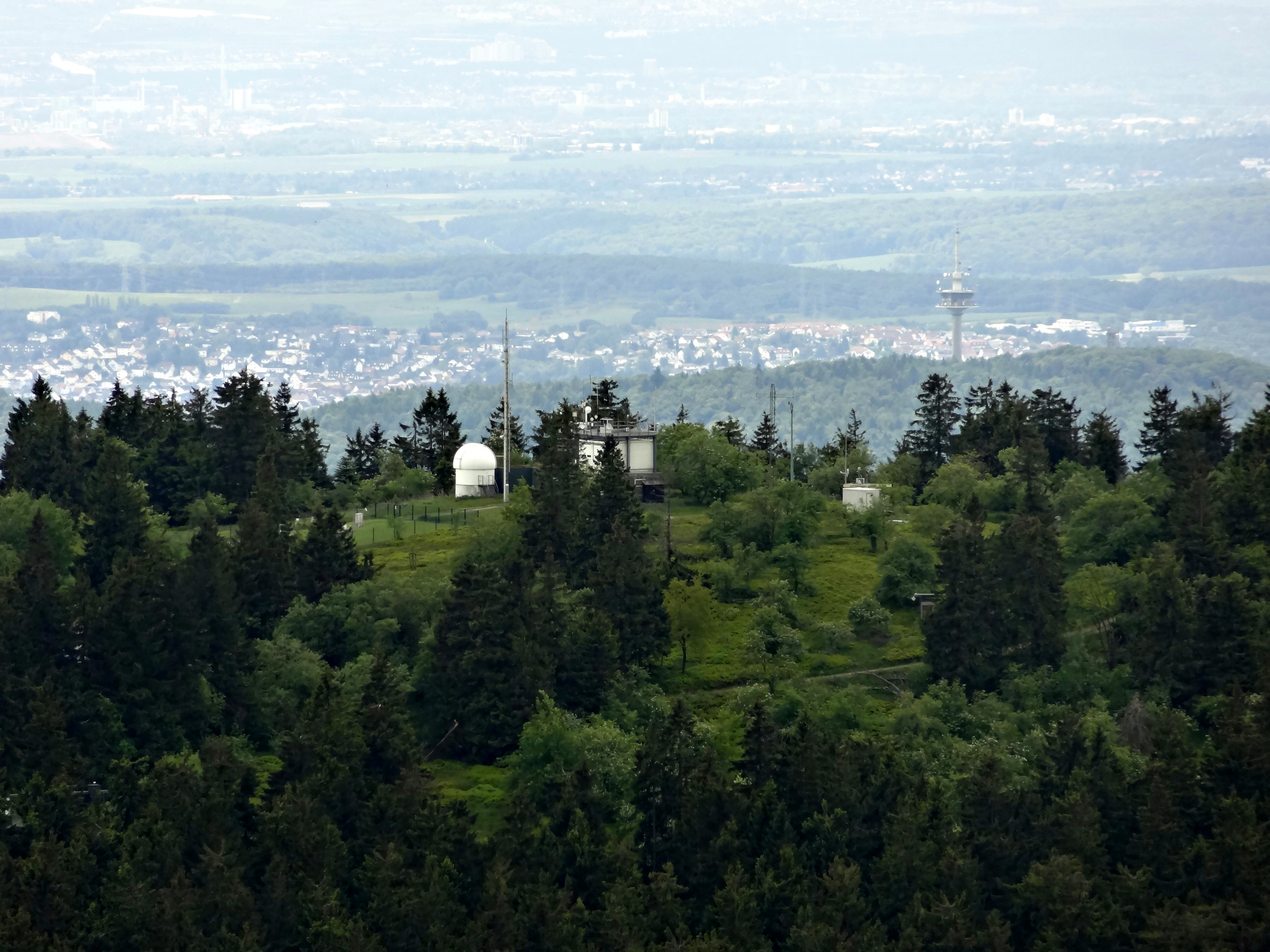
Blick vom Großen Feldberg zum Gipfel des Kleinen Feldbergs u. a. mit den Kuppeln der Hans-Ludwig-Neumann-Sternwarte

Die Hans-Ludwig-Neumann-Sternwarte (HLN), auch Neumann-Sternwarte genannt, bei Glashütten im südhessischen Hochtaunuskreis gelegen, ist eine 1998 eröffnete Sternwarte auf dem Kleinen Feldberg im Mittelgebirge Taunus. Betreiber ist der Astronomische Arbeitskreis des Physikalischen Vereins mit Sitz in Frankfurt am Main. Bei der Internationalen Astronomischen Union hat die Sternwarte den Code B01.

## Beschreibung
Die Hans-Ludwig-Neumann-Sternwarte steht im Gemeindegebiet von Glashütten auf dem 825,2 m ü. NHN hohen Kleinen Feldberg. Nebenan befindet sich als eine von mehreren Einrichtungen auf der Gipfelregion das Taunusobservatorium. Sie wurde 1998 eröffnet und ist nach Hans-Ludwig Neumann (1938–1991; einstiger Vorsitzender des Physikalischen Vereins) benannt. Das Cassegrain-Teleskop besitzt einen Spiegeldurchmesser von 0,6 m. Bis Mai 2014 wurden 87 Asteroiden entdeckt, darunter (204852) Frankfurt.

## Weitere Nutzung
Einige Gebäude werden durch das Institut der Geologie der Goethe-Universität bzw. physikalischen Verein benutzt. Ebenso steht dort eine Messstation der UBA.

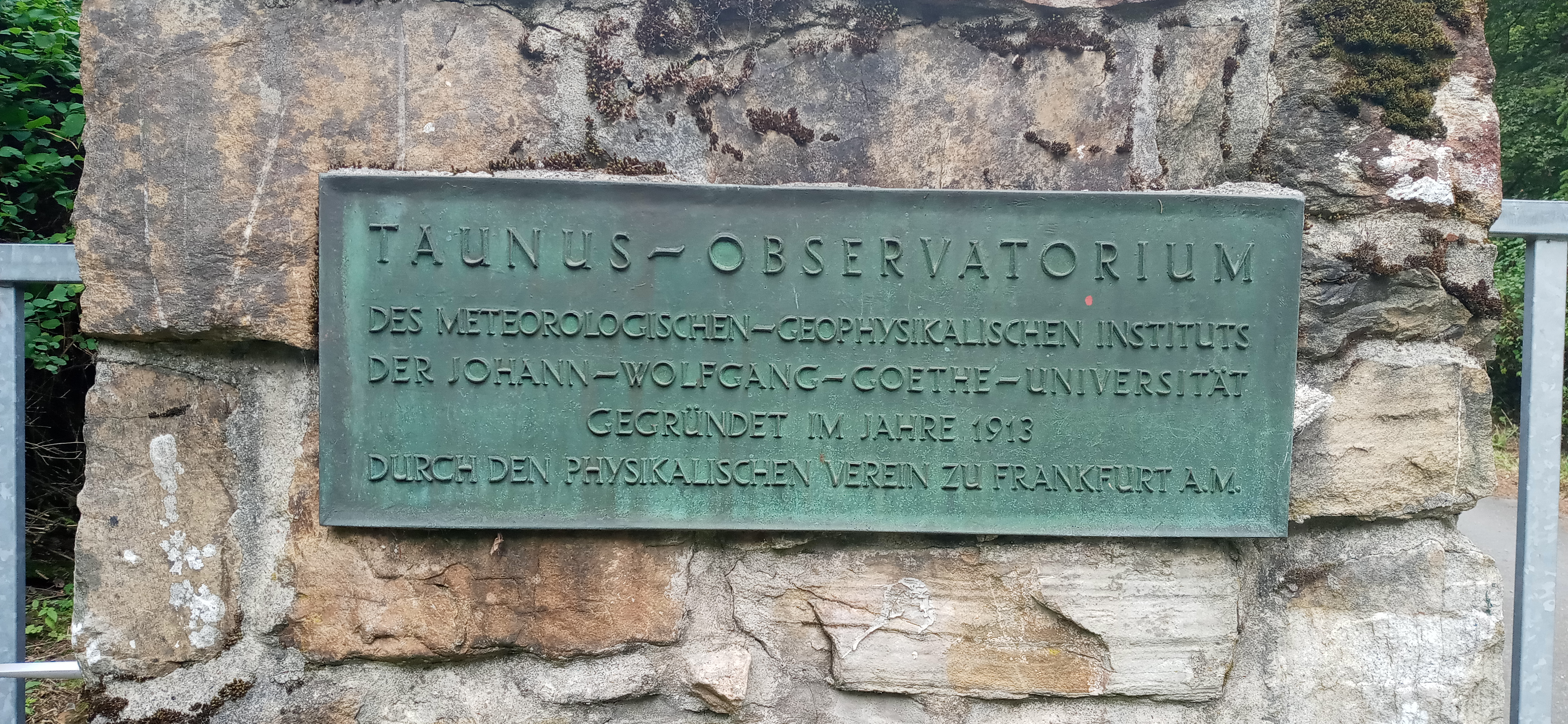
Schild links neben dem Tor
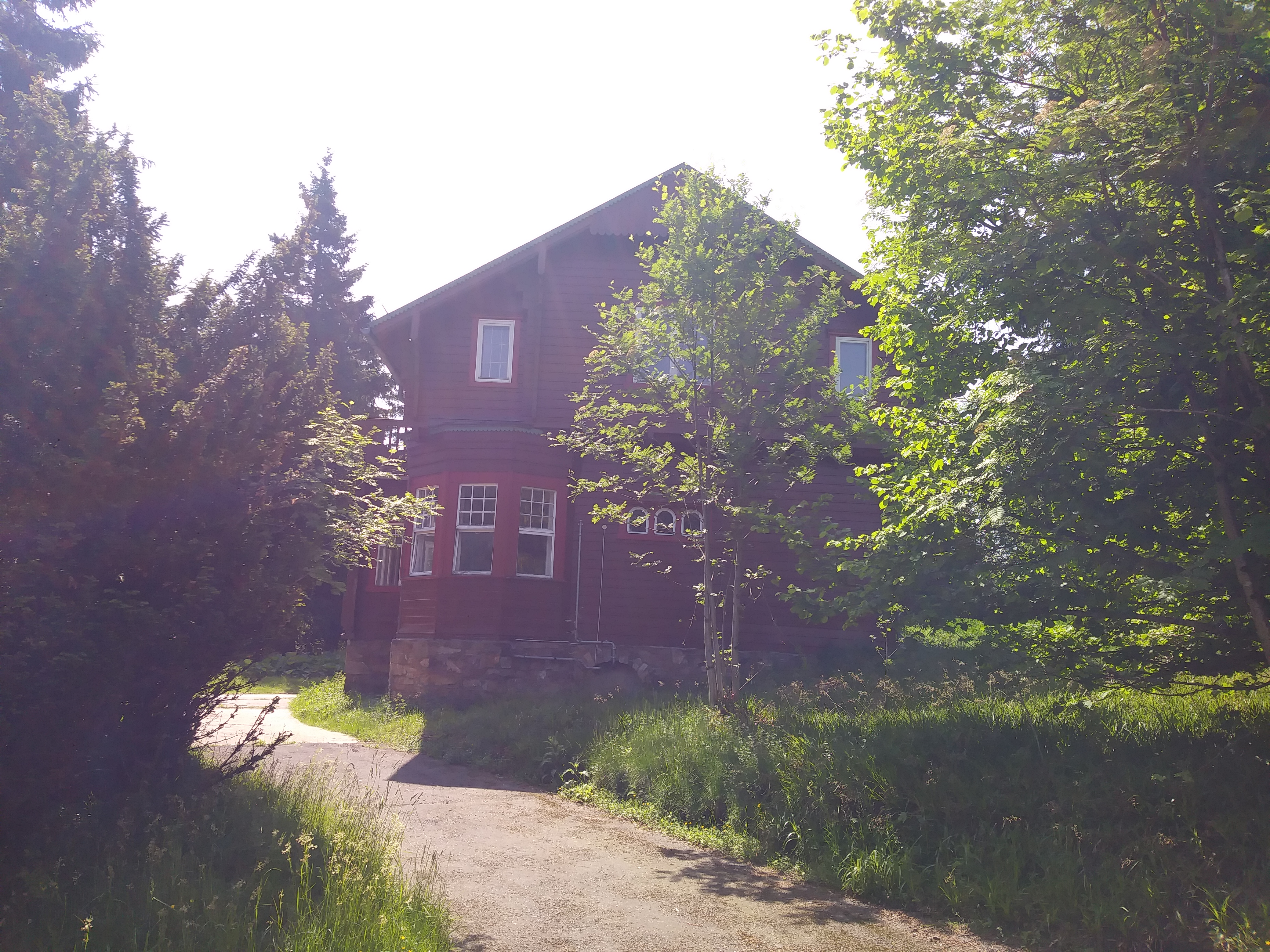
Gebäude der Goethe-Universität
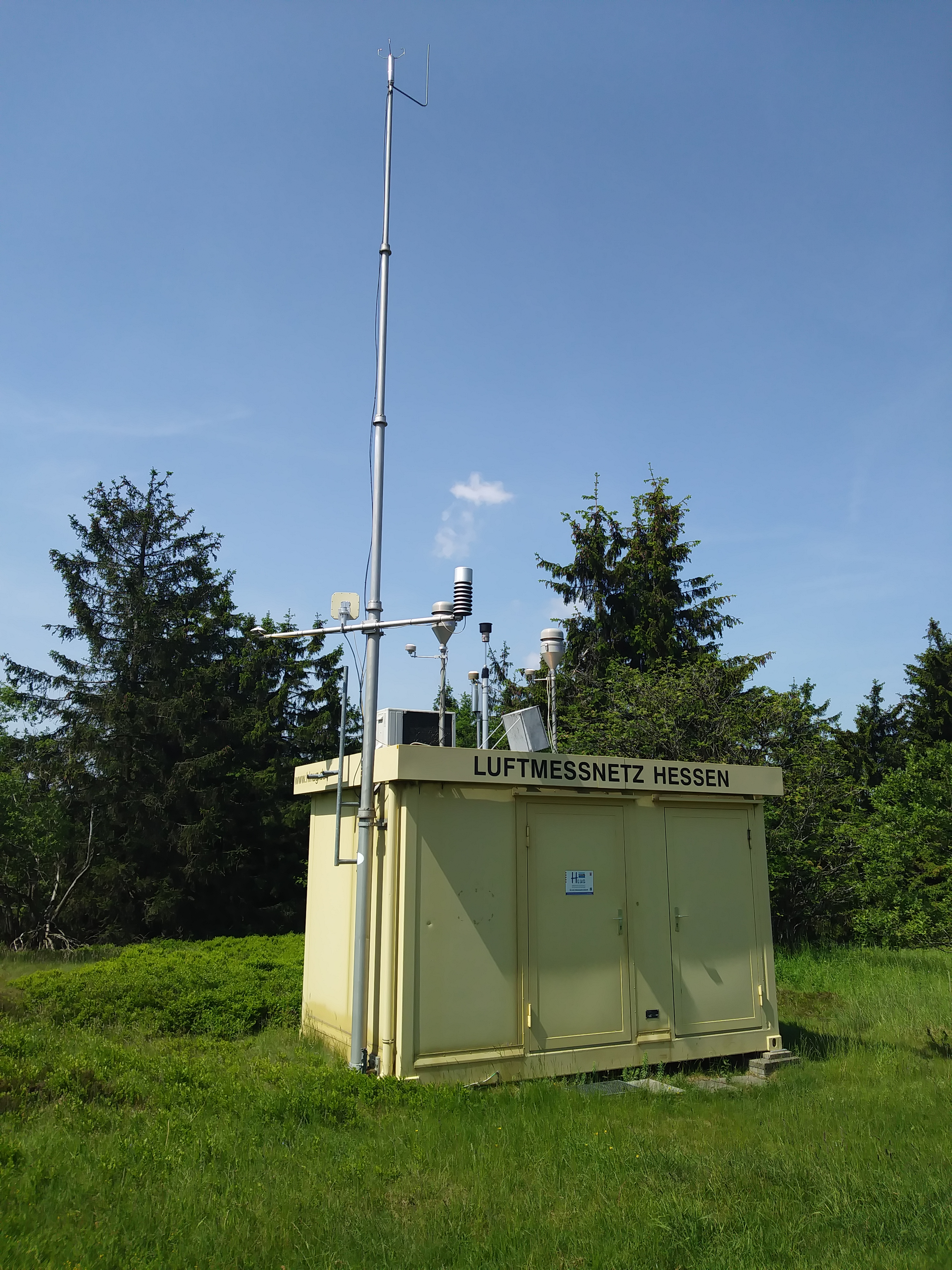
Messstation der UBA